# Шеттина, Мартина
Мартина Шеттина (нем. Martina Ingeborg Tucek; род. 7 марта 1961, Вена) — австрийская художница, работающая преимущественно в жанре «математического искусства».

## Биография
Мартина Шеттина родилась 7 марта 1961 года в венском районе Веринг. Её отец был математиком; детство Шеттиной прошло в другом районе Вены — Леопольдштадт — где она училась в начальной школе на «Parzmanitengasse», а затем — в гимназии «Bundesrealgymnasium Vereinsgasse». В 1979 году она успешно сдала экзамен на аттестат зрелости. С 1979 по 1983 год Шеттина изучала математику и физику в Венском университете, Австрия, и самостоятельно — живопись.
В 1989 году она открыла свою мастерскую в Лангенцерсдорфе, Нижняя Австрия. С 1992 года она начала принимать участие в выставках в Европе (Art Vilnius), США (Art Expo New York City) и Азии (Китайская международная галерея, IGE): её первой индивидуальной выставкой за пределами Австрии стал показ в галерее «Mots & Tableaux» (Брюссель, 1999).
Шеттина училась в Летнем художественном училище имени Гераса, где её сокурсниками были многие известные австрийские художники: Ульрих Гансерт, Питер Сенгл, Хуберт Аратим и другие. Затем она стала студенткой венского Университета прикладных искусств, который закончила в 2007 году. С 2007 по 2008 год Мартина работала с китайским художником Сяоланом Хуанпу. В период с 1984 по 2007 год она также преподавала в средней школе.
С 2008 года картины Шеттиной стали периодически появляться в цветной воскресной газете «Kronen Zeitung» — самой читаемой австрийской ежедневной газете. Иногда её работы печатала и газета «Kleine Zeitung».

## Критика
В своих произведениях Мартина Шеттина исследовала тему положения женщин в современном обществе: она бросила вызов существовавшим гендерным ролевым моделям мужчин и женщин — как тем, что были в прошлом, так и тем, что существуют в настоящем. Поскольку человеческие тела на картинах Мартины казались прозрачными, критики называли её «художницей со стекловидной рукой». Также отмечалось, что работы Шеттиной находились под влиянием поп-арта: в частности это относилось к её картине «Оранжевое платье», на которой была изображена «уверенная в себе, современная» женщина — впервые работа была показана в 2009 году на выставке «Город. Страна. Женщина.» в Музее города Кремс.
С 2008 по Шеттина переключилась в своём искусстве на «математическую тему»: в декабре 2009 года вышла её книга «Мате-магические картины», содержавшая ряд работ и очерков художницы. Мартина также проводит перформансы, иллюстрирующие её картины.

## Коллекции
Работы Мартины Шеттиной находились в частной коллекции «HMZ Spielfeld», а также в коллекции «Helmut Klewan» (Мюнхен/Вена). Её скульптуры были установлены в парке «Skulpturenpark artpark» Линца и в «общественном пространстве» Пойсдорфа. Картины Шеттиной имеются в коллекции музея Нижней Австрии, музея винного города Кремса, музея в Лангенцерсдорф, в музее Оскара Кокошки в Пёхларне и в ряде других.

## Награды
- 1994 Стендовый конкурс Министерства окружающей среды Австрии, специальная премия
- 1998 «Новые чемпионы», конкурс воспитанников Венской культурной сети (Basis.Kultur.Wien)
- 2001 1 место на конкурсе ARTforum
- 2002 Зарегистрирована в архивах женщин-художников Национального музея женщин искусств в Вашингтоне, округ Колумбия
- 2006 Золотая медаль в области науки и искусства от австрийского общества Альберта Швейцера
- 2009 «Художник месяца — июль 2009», избранный редакционным отделом «Kunstforum»

## Индивидуальный выставки
- 1994 Malerei. Музей Währing, Вена.
- 2001 Мартина Шеттина — музей Антона Ханака в Лангенцерсдорфе
- 2006 Цвейтаузенсекс в Блаугельбе Замок Фиедельсгалери Фишау, Бад Фишау-Брунн
- 2007 Волшебный Париж — Парижский австрийский культурный форум
- 2008 Magische Menschen. Magische Orte — в музее Оскара Кокошка в Пёхларне
- 2008 Magicien à Paris Vol. 2 — Австрийский культурный форум в Париже
- 2009 «Город. Страна. Женщина.» — в музее города Кремс, Кремс-на-Дунае
- 2010 Mathemagic — в MuseumsquartierVienna [15]
- 2010 Mathematische Bilder — Egon-Schiele-Museum, Тульн-ан-дер-Донау
- 2011 Mathemagische Bilder — Фон Пифагор-бис Гильберт, Ausstellungsbrücke, Санкт-Пёльтен
- 2014 Математик и философия — Городской музей Minoritenkloster, Тульн-ан-дер-Донау
- 2015 Mathemagische Bilder, Galerie am Lieglweg, Нойленгбах

## Групповые выставки
- 2003 Флорентийская биеннале
- 2006 VINSPIRACE BŘECLAV 2006 в музее города Бржецлав в Чехии.
- 2008 Европа и Азия сегодня в ARTcenter Berlin
- 2009 Искусство Вильнюса — вместе с Манфредом Кельнхофером, Францем Уэстом и Гербертом Брандлем
- 2009 «Берлин — 20 лет после падения Берлинской стены» — Галерея артодром, Берлин
- 2012 «Weinviertler Künstler im Wienerwald», музей Айхграбен
- 2015 Выставка в Зимнем дворце (Winterpalais Prinz Eugen), Бельведер (Вена), совместно со 161 художником, архитектором и дизайнером — «Вена для искусства!»
- 2015 «Карта нового искусства. Имаго Мунди — коллекция Лучано Бенеттона» Фонд Джорджио Чини, Венеция
- 2016 «Искусство человечества». Институт Пратт Галерея Рубелле и Нормана Шафлера (Нью-Йорк)